# Oxford (North Carolina)
Oxford ist eine City im US-Bundesstaat North Carolina. Sie ist der Verwaltungssitz (County Seat) des Granville County. Das U.S. Census Bureau ermittelte bei der Volkszählung 2020 eine Einwohnerzahl von 8628.

## Geschichte
Die Geschichte der Stadt geht auf das Jahr 1761 zurück, als der örtliche Gesetzgeber Samuel Benton ein Plantagenhaus baute und es Oxford nannte. Die Legislative von North Carolina verfügte, dass das Gebiet um seine Plantage der Sitz von Granville County sein sollte. Die Gemeinde wurde erst 1816 gegründet.
Das erste freimaurerische Waisenhaus für Kinder in den Vereinigten Staaten wurde in Oxford gebaut. Es wurde ursprünglich 1858 als St. John’s College gegründet. Das College stellte jedoch kurz nach der Eröffnung den Betrieb ein. Im Jahr 1872 beschloss die Gemeinde, dass das Anwesen für die Erziehung benachteiligter Bevölkerungsgruppen umgewidmet werden sollte. Im Dezember 1873 wurden die ersten Bewohner in das Oxford Orphans Asylum aufgenommen, das heute als Masonic Home for Children at Oxford bekannt ist.

## Demografie
Nach einer Schätzung von 2019 leben in Oxford 8886 Menschen. Die Bevölkerung teilte sich im selben Jahr auf in 32,3 % Weiße, 63,2 % Afroamerikaner, 0,5 % amerikanische Ureinwohner, 0,6 % Asiaten, 2,1 % mit zwei oder mehr Ethnizitäten. Hispanics oder Latinos aller Ethnien machten 3,2 % der Bevölkerung aus. Das mittlere Haushaltseinkommen lag bei 38.606 US-Dollar und die Armutsquote bei 26,8 %.

## Wirtschaft
Eine Produktionsstätte des Kosmetikherstellers Revlon befindet sich in Oxford.

## Persönlichkeiten
- Franklin Wills Hancock (1894–1969), Politiker